# Micutaró Fuku
Micutaró Fuku (福 光太郎, Fuku Micutaró, 1898–1965) byl japonský fotograf.

## Životopis
V roce 1922 Fuku odešel do Spojených států, kde pracoval v obchodě se sušeným zbožím v Seattlu. V polovině 30. let byl velmi aktivní jak v zasílání svých fotografií do různých salonů, tak ve fotografických kruzích v Seattlu, kde měl v roce 1935 i samostatnou výstavu. Do Japonska se vrátil v roce 1936 a další rok měl samostatnou výstavu v obchodním domě Mitsukoshi. Od roku 1940 vyučoval jeden rok fotografii na univerzitě v Nihon. Po druhé světové válce provozoval Fuku komerční fotografické studio v Kjóbaši v Tokiu.